# Ołeksandra Czek
Ołeksandra Ołehiwna Czek (ukr. Олександра Олегівна Чек; ur. 17 listopada 1993 w Charkowie) – ukraińska koszykarka, występująca na pozycji środkowej, reprezentantka kraju.

## Osiągnięcia
Stan na 22 marca 2023, na podstawie, o ile nie zaznaczono inaczej.

### Drużynowe
- Mistrzyni Ukrainy (2014)
- Wicemistrzyni Ukrainy (2012, 2019)
- Finalistka Pucharu Ukrainy (2019)

### Indywidualne
(* – nagrody przyznane przez portal eurobasket.com)
- Zaliczona do II składu ligi ukraińskiej (2012, 2018)*
- MVP kolejki ligi ukraińskiej (18 – 2017/2018)*

### Reprezentacja

#### Seniorek
- Uczestniczka:
  - mistrzostw Europy (2015 – 16. miejsce)
  - kwalifikacji do Eurobasketu (2017)

#### Młodzieżowe
- Uczestniczka kwalifikacji do mistrzostw Europy:
  - U–20 (2011 – 6. miejsce, 2012 – 7. miejsce, 2013 – 11. miejsce)
  - U–18 (2010 – 7. miejsce, 2011 – 15. miejsce)
  - U–16 (2008 – 16. miejsce)
  - U–16 dywizji B (2009 – 16. miejsce)